# Walter Norris
Walter Norris (* 27. Dezember 1931 in Little Rock, Arkansas; † 28. Oktober 2011 in Berlin) war ein US-amerikanischer Jazzpianist.

## Leben und Wirken
Norris hatte bereits als Vierjähriger klassischen Klavierunterricht. Während der Highschool-Zeit spielte er in lokalen Gruppen. Vor dem Wehrdienst arbeitete er im Quartett von Mose Allison. Anschließend arbeitete er in Houston und Las Vegas, bevor er 1954 nach Los Angeles zog. Dort arbeitete er in den Gruppen von Stan Getz, Dexter Gordon, Johnny Griffin, Teddy Edwards, Zoot Sims, Howard McGhee, Buddy DeFranco, Herb Geller, Charlie Ventura, Frank Rosolino/Charlie Mariano und Shorty Rogers/Bill Holman. Weiterhin war er an einer frühen Plattenaufnahme von Ornette Coleman und Don Cherry beteiligt.
1960 zog er nach New York City, wo er zunächst als Pausenpianist arbeitete und 1961 mit Billy Bean und Hal Gaylor ein Trioalbum einspielte. Seit 1963 war er der Pianist und anschließend bis 1970 der musikalische Leiter des New Yorker Playboy Clubs. Anschließend arbeitete er mit unterschiedlichen Musikern und wurde Mitglied des Thad-Jones-Mel-Lewis-Orchesters. 1976 arbeitete er in Skandinavien als Solist und mit Red Mitchell, mit Dexter Gordon und mit Zoot Sims. Anschließend wurde er Mitglied der Charles-Mingus-Band, bevor er 1977 nach Berlin als Mitglied der SFB Big Band zog. An der dortigen Hochschule der Künste wirkte er zwischen 1984 und 1994 als Gastprofessor. Vor allem waren es Soloauftritte wie Live At Maybeck Recital Hall oder Aufnahmen in kleinen Besetzungen, die von den Fähigkeiten des Pianisten besonders überzeugten: Norris nahm Duos mit Aladár Pege, George Mraz, Joe Henderson und Mike Richmond auf. Der technisch brillante und stilistisch eigenständige Pianist war zwar ein begehrter Begleiter berühmterer Kollegen, wurde aber nie vom breiten Publikum anerkannt.
Norris stellte 2005 seine Autobiographie In Search of Musical Aesthetics und ein Lehrbuch Essentials for Pianist Improvisers fertig. Chuck Dodson drehte den Dokumentarfilm "The Life and Work of Walter Norris" (2004). Er starb in der Nacht vom 28. auf den 29. Oktober 2011 in Berlin.

## Diskographische Hinweise
- The Trio (1961)
- Drifting (Enja, 1978) mit George Mraz und Aladar Pege
- Synchronicity (Enja, 1978) mit Aladar Pege
- Stepping on Cracks (Progressive, 1978) mit George Mraz und Ronnie Bedford
- Winter Rose (Enja, 1980) mit Aladar Pege
- Lush Life (Concord Jazz) mit Neil Swainson und Harold Jones
- Live at Maybeck Recital Hall, Vol. 4 (Concord, 1990)
- Sunburst (Concord, 1991) mit Joe Henderson, Larry Grenadier, Mike Heyman
- Love Every Moment (Concord, 1992) mit Putter Smith und Larance Marable
- Hues of Blues (Concord, 1995)
- From Another Star (Sunburst, 1998) mit Mike Richmond
- Elements in Motion (Sunburst, 2009) mit Putter Smith
- The Last Set – Live at the A-Trane (ACT, 2012) mit Leszek Możdżer